# Hunza (rivière)
La Hunza est une rivière pakistanaise, d'une longueur de 190 km qui a donné son nom à l'ancien État princier du Hunza. Elle est un affluent de la Gilgit et donc un sous-affluent de l'Indus.

## Géographie
La Hunza est le principal cours d'eau de l'ancien État princier de Hunza auquel elle a donné son nom. Elle naît de la réunion des rivières Kilik (de) et Kunjirap, toutes deux alimentées par les glaciers, et se jette dans la Gilgit peu avant de rejoindre l'Indus.
Elle coule à travers la chaîne du Karakoram dans le sens nord-sud, est traversée par la route du Karakorum près de Nagar (en).
Le 4 janvier 2010, un glissement de terrain a complètement bloqué sa vallée et a créé le lac Attabad en obstruant une section de 27 km de la route.